# 索久林
索久林（1952年11月—），男，汉族，中国摄影家，中国摄影家协会原副主席、顾问，中国文艺评论家协会理事。